# Эмлерия
Эмле́рия (лат. Oemleria) — монотипный род цветковых растений в составе семейства Розовые (Rosaceae). Единственный вид — эмлерия вишнеподобная.

## Название
Вид Oemleria cerasiformis был впервые описан под названием Nuttallia cerasiformis в 1838 году. Однако родовое название Nuttallia, данное Дж. Торри и Э. Греем в честь ботаника Томаса Натолла, было использовано в 1817 году К. Рафинеском для рода лоазовых, позднее включённого в синонимику Mentzelia. В 1841 году Л. Райхенбах переименовал род Торри и Грея в Oemleria по имени ботаника Августуса Готлиба Эмлера (1773—1852), впервые сохранившего гербарный образец этого растения. Это растение также известно в литературе под названием Osmaronia cerasiformis. Род Osmaronia также был предложен в качестве заменителя Nuttallia, однако, лишь в 1891 году.
Видовой эпитет cerasiformis означает «вишнеподобная». Единого мнения о происхождении этого эпитета не существует — предположительно, оно относится либо к плодам растения, либо к его листьям.

## Ботаническое описание

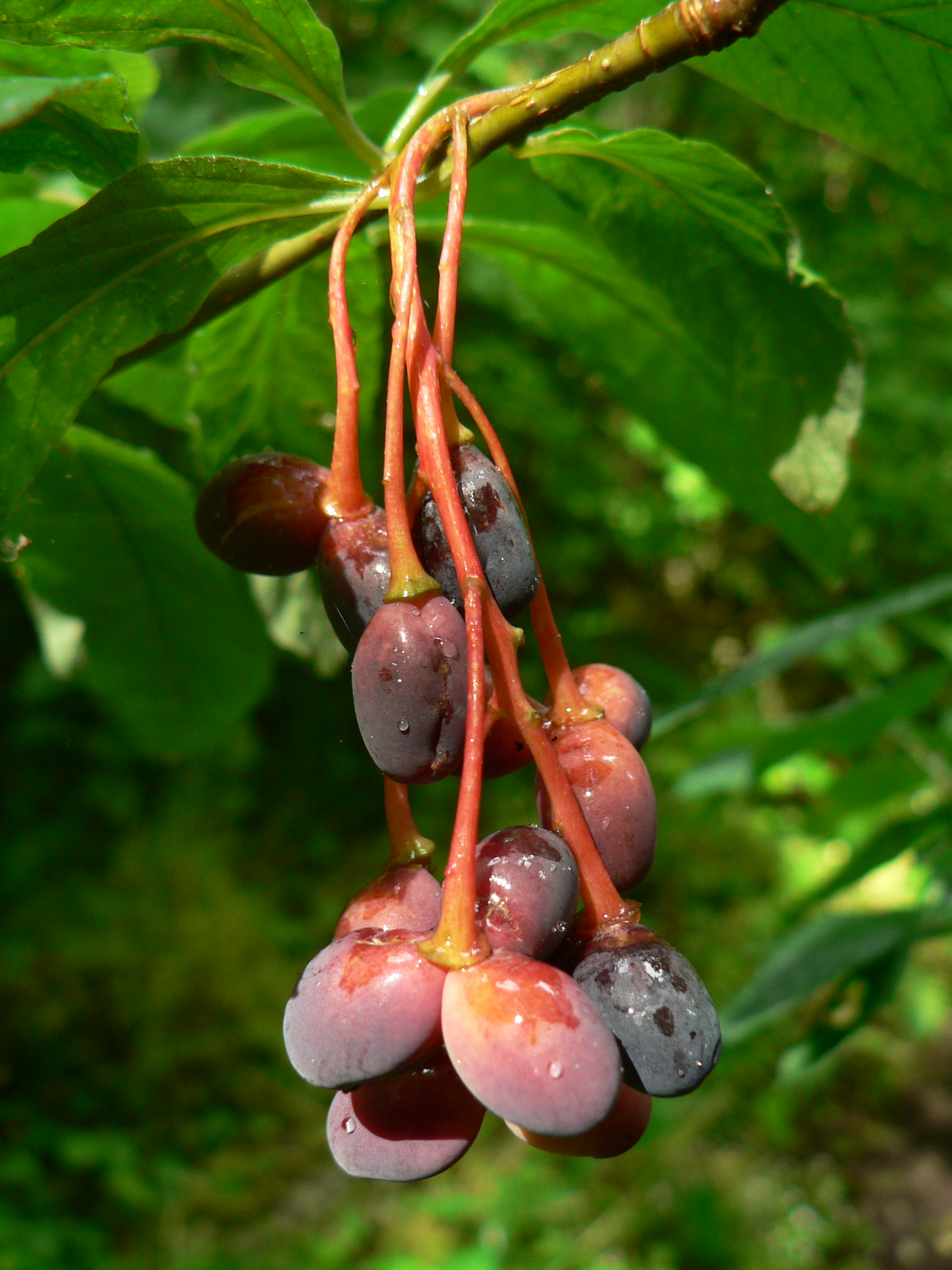
Недозрелые плоды эмлерии

Эмлерия — крупный листопадный двудомный кустарник или небольшое дерево, достигающее 4,5, реже 7 м в высоту. Листья 5—12 см длиной, обычно без прилистников, светлые, с ровным краем, нижняя поверхность пластинки слабо опушена. Молодые веточки сиреневатые, голые. Почки зелёные, с тремя чешуйками.
Цветки белые, приятно пахнущие, с крупными прицветниками, собраны на концах молодых веточек в небольшие кистевидные соцветия. Чашечка разделена на пять немного скрученных долей, лепестки венчика также в количестве пяти, с короткими заострёнными отростками. В мужских цветках 15 тычинок, пестик отсутствует. В женских цветках имеются 5 пестиков с расширенными рыльцами, тычинки недоразвитые.
Плод — костянка. Из каждого цветка обычно образуются лишь 1—2 плода, созревающих к концу июня. Окраска плодов красновато-жёлтая, при созревании тёмно-синяя. Мезокарпий мясистый, но тонкий. Семена с плёнчатой кожицей. Плоды съедобны, однако обладают кисло-горьким вкусом.
Число хромосом 2n = 16.

## Ареал и использование
В естественных условиях эмлерия распространена во влажных широколиственных лесах на западе Северной Америки. Северная граница ареала — Британская Колумбия, южная — Калифорния.
Коренные жители Америки употребляли плоды эмлерии в небольших количествах в пищу свежими или сушёными. Кора кустарника использовалась для заваривания чая.

## Классификация
|  |                                      |  |                                                             |                                                             |                   |  | ещё 8 семейств (согласно Системе APG II) | ещё 8 семейств (согласно Системе APG II)                     |                                                              |  |  |  | ещё 6 триб                         | ещё 6 триб                         |                           |  |  |  |  |
|  |                                      |  |                                                             |                                                             |                   |  | ещё 8 семейств (согласно Системе APG II) | ещё 8 семейств (согласно Системе APG II)                     |                                                              |  |  |  | ещё 6 триб                         | ещё 6 триб                         | вид Эмлерия вишнеподобная |  |  |  |  |
|  |                                      |  |                                                             | порядок Розоцветные                                         |                   |  |                                          |                                                              | подсемейство Сливовые                                        |  |  |  |                                    | род Эмлерия                        |                           |  |  |  |  |
|  |                                      |  |                                                             | порядок Розоцветные                                         |                   |  |                                          |                                                              | подсемейство Сливовые                                        |  |  |  |                                    | род Эмлерия                        |                           |  |  |  |  |
|  | отдел Цветковые, или Покрытосеменные |  |                                                             |                                                             | семейство Розовые |  |                                          |                                                              | триба Osmaronieae                                            |  |  |  |                                    |                                    |                           |  |  |  |  |
|  | отдел Цветковые, или Покрытосеменные |  |                                                             |                                                             |                   |  |                                          |                                                              |                                                              |  |  |  |                                    |                                    |                           |  |  |  |  |
|  |                                      |  | ещё 44 порядка цветковых растений (согласно Системе APG II) | ещё 44 порядка цветковых растений (согласно Системе APG II) |                   |  |                                          | подсемейства Розановые и Дриадовые (согласно Системе APG II) | подсемейства Розановые и Дриадовые (согласно Системе APG II) |  |  |  | еще 2 рода — экзохорда и принсепия | еще 2 рода — экзохорда и принсепия |                           |  |  |  |  |
|  |                                      |  |                                                             | ещё 44 порядка цветковых растений (согласно Системе APG II) |                   |  |                                          |                                                              | подсемейства Розановые и Дриадовые (согласно Системе APG II) |  |  |  |                                    | еще 2 рода — экзохорда и принсепия |                           |  |  |  |  |

### Синонимы
Родовые:
- Nuttallia Torr. & A.Gray ex Hook. & Arn., 1838, nom. illeg.
- Osmaronia Greene, 1891

Видовые:
- Nuttallia cerasiformis Torr. & A.Gray ex Hook. & Arn., 1838
- Osmaronia cerasiformis (Torr. & A.Gray ex Hook. & Arn.) Greene, 1891